# Región de Manyara
Manyara es una de las treintaiuna regiones administrativas en las que se encuentra dividida la República Unida de Tanzania. Su capital es la ciudad de Babati.

## Distritos
Esta región se encuentra subdividida internamente en 5 distritos:
- Babati
- Hanang
- Kiteto
- Mbulu
- Simanjiro

## Territorio y población
Tiene una superficie de 44.522 km², que en términos de extensión es similar a la de Estonia. Su población, según el censo de 2022, era de 1.892.502 personas. Por tanto, la densidad poblacional es de 42'5 habitantes por kilómetro cuadrado.